# Stetten (Sondheim vor der Rhön)
Stetten ist ein Dorf mit 376 Einwohnern in der bayrerischen Rhön und gehört als Ortsteil zur Gemeinde Sondheim vor der Rhön im Landkreis Rhön-Grabfeld.

## Geschichte
Stetten gehörte schön immer zu Bistum Würzburg und war Teil des Amt Lichtenberg. Nordwesten von Stetten liegt die Dreifaltigkeitskirche. Ab 1741 war Lichtenberg ein Amt des Herzogtums Sachsen-Weimar-Eisenach, welches 1815 zum Großherzogtum Sachsen-Weimar-Eisenach wurde. Im Jahr 1900 wurde eine Wasserleitung gebaut. 1908 erfolgten erste Telefonanschlüsse. Die Haupteinkommensquelle ist die Landwirtschaft. Es gab weiterhin die Getreidemühle Feldmühle. Stetten wurde am 30. April 1978 ein Ortsteil von Sondheim in der Rhön.

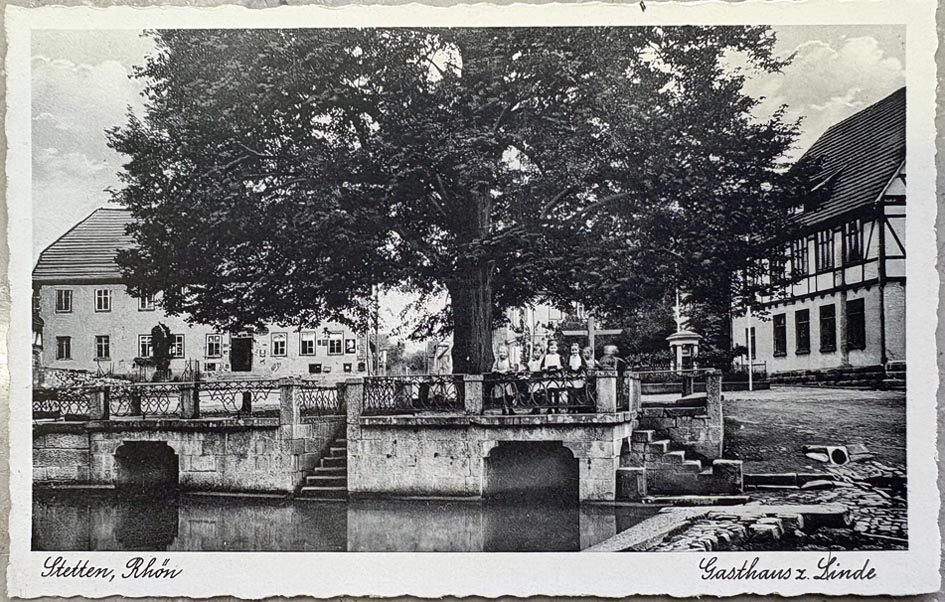
Die Dorflinde in Stetten 1935

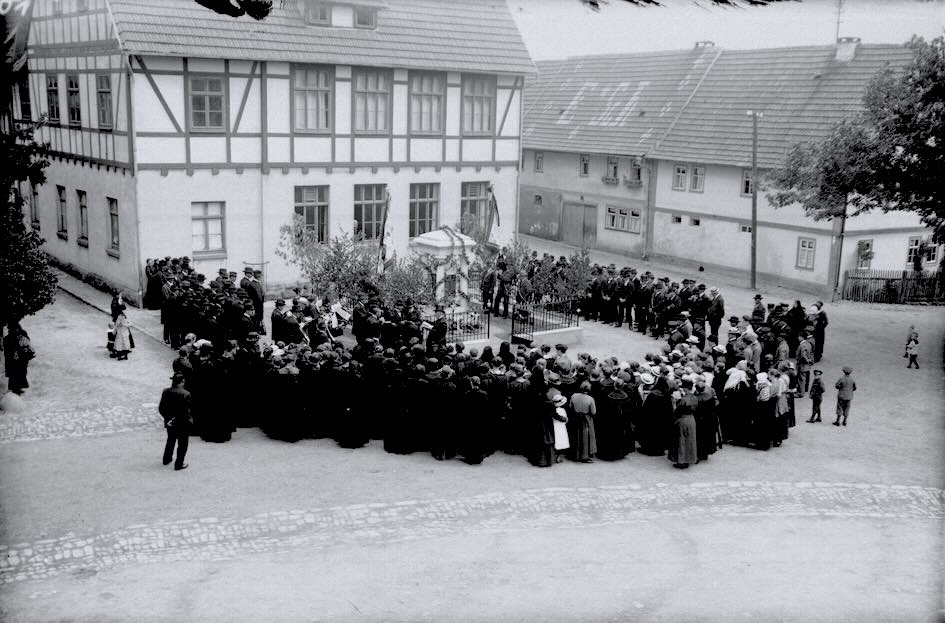
Einweihung des Kriegerdenkmals Ende der 1920er (Foto Anton Tretter)

## Persönlichkeiten
- Kriegk, Johann Wilhelm (1635–1683), Pfarrer.
- Merten, Gotthold (1866–1946), Oberlehrer.
- Schubert, Werner (1947–), Gynäkologe.